# T. E. B. Clarke
Pour les articles homonymes, voir Clarke.
T. E. B. Clarke, né Thomas Ernest Bennett Clarke, est un scénariste et un écrivain britannique, né le 7 juin 1907 à Watford (Grande-Bretagne) et mort le 11 février 1989 dans le Surrey (Grande-Bretagne)

## Biographie
Après l'obtention d'un diplôme en droit de l'université de Cambridge, il émigre en Australie, où il travaille dans le milieu de la presse féminine. En 1930, il se rend en Argentine et rédige un récit de voyage, Go South, Go West.
De retour en Angleterre, il mène en parallèle des carrières de journaliste et d'écrivain. Pendant la Seconde Guerre mondiale, il sert dans les forces de police de réserve de Londres. En 1944, il signe, en collaboration avec Harry Watt et J.O.C. Orton, son premier scénario. C'est le début d'une fructueuse activité de scénariste qui, en 1953, lui vaut un Oscar pour De l'or en barre, réalisé par Michael Crichton.
Il revient à la littérature dans les années 1960 et s'y consacre presque exclusivement à partir des années 1970. En 1981 paraît sa dernière publication, Meurtre au Palais de Buckingham, un roman policier sur un scandale, étouffé dans les années 1930, causé par un meurtre perpétré dans la maison royale.

## Œuvre
Romans
- Jeremy's England (1934)
- Cartwright Was a Cad (1937)
- Two and Two Make Five (1938)
- Mr. Spirket Reforms (1940)
- The World Was Mine (1964)
- The Wide Open Door (1966)
- The Trail of the Serpent (1968)
- The Wrong Turning (1971)
- The Man Who Seduced a Bank (1977)
- Murder at Buckingham Palace (1981) Publié en français sous le titre Meurtre au Palais de Buckingham, Paris, Librairie des Champs-Élysées, Le Masque no 1724, 1983

Autres ouvrages
- Go South - Go West (1932)
- What's Yours? (1938)
- Intimate Relations (1971)
- This is Where I Came In (1974)

## Filmographie
- 1944 : For Those in Peril de Charles Crichton
- 1944 : L'Auberge fantôme (The Halfway House) de Basil Dearden
- 1945 : Au cœur de la nuit (Dead of Night) d'Alberto Cavalcanti, Charles Crichton, Basil Dearden et Robert Hamer
- 1945 : Johnny Frenchman (en) de Charles Frend
- 1947 : À cor et à cri (Hue and Cry) de Charles Crichton
- 1948 : Les Guerriers dans l'ombre (Against the Wind) de Charles Crichton
- 1949 : Passeport pour Pimlico (Passport to Pimlico) d'Henry Cornelius
- 1949 : Train of Events de Sidney Cole, Charles Crichton et Basil Dearden
- 1950 : La Lampe bleue (The Blue Lamp) de Basil Dearden
- 1950 : L'Aimant (The Magnet) de Charles Frend
- 1951 : De l'or en barre (The Lavender Hill Mob) de Charles Crichton
- 1951 : Encore d'Harold French, Pat Jackson et Anthony Pelissier
- 1953 : Tortillard pour Titfield (The Titfield Thunderbolt) de Charles Crichton
- 1954 : Casaque arc-en-ciel (The Rainbow Jacket) de Basil Dearden
- 1956 : Un détective très privé de Basil Dearden
- 1957 : Il était un petit navire (Barnacle Bill/All at Sea) de Charles Frend
- 1958 : Sous la terreur (A Tale of Two Cities) de Ralph Thomas
- 1958 : Inspecteur de Service (Gideon of Scotland Yard) de John Ford
- 1958 : L'habit fait le moine (Law and Disorder) de Charles Crichton
- 1960 : Amants et Fils (Sons and Lovers) de Jack Cardiff
- 1963 : L'Affaire du cheval sans tête (The Horse without a Head, téléfilm) de Don Chaffey
- 1966 : D pour danger (A Man Could Get Killed) de Ronald Neame et Cliff Owen
- 1978 : A Hitch in Time de Jan Darnley-Smith
- 1980 : High Rise Donkey de Michael Forlong

## Récompense
- 1953 : Oscar du meilleur scénario original pour De l'or en barre[1].